# Myrmekiaphila jenkensi
Myrmekiaphila jenkensi là một loài nhện trong họ Euctenizidae. Loài này phân bố ở Hoa Kỳ.